# 微哉小林介
微哉小林介（学名：Hsiaolina weitzai）为真花介科小林介屬下的一个种。